# Otto Walther (Politiker)
Karl Otto Walther (* 28. Juli 1848 in Gommern; † 12. April 1943 in Schleiz) war ein deutscher Kaufmann und Politiker.

## Leben
Walther war der Sohn des Eisenbahnwärters Carl Gottlob Walther aus Gommern und dessen Ehefrau Henriette geborene Schaller. Walther, der evangelisch-lutherischer Konfession war, heiratete am 17. April 1875 in Dresden in erster Ehe Amalie Bertha Keller (* 30. Dezember 1856 in Dresden; † 4. Juni 1903 in Schleiz), die Tochter des Handarbeiters Friedrich Wilhelm Keller in Dresden. Am 12. September 1904 heiratete er in zweiter Ehe in Schleiz Anna Alma Elise Göhring (* 10. Oktober 1875 in Schleiz; † 12. April 1932 ebenda), die Tochter des Rentiers Carl Eduard Göhring in Schleiz.
Walther war Kaufmann in Schleiz und dort zuletzt Direktor des Vorschussvereins. Er war stellvertretender Bürgermeister und Vorsitzender des Verwaltungsrates der Herberge "Zur Heimat" in Schleiz. 1906 wurde er mit dem fürstlichen Ehrenkreuz IV. Klasse ausgezeichnet und zum Kommissionsrat ernannt. Er war Ehrenbürger der Stadt Schleiz.
Von 1889 bis 1895 und von 1898 bis 1901 war er Mitglied und 1898 bis 1901 Vorsitzender des Gemeinderates der Stadt Schleiz. Vom 31. Oktober 1886 bis zum 14. September 1889 und vom 23. Oktober 1898 bis zum 26. September 1901 war er Mitglied im Landtag Reuß jüngerer Linie. Dort war er von 1898 bis 1901 Schriftführer.